# Eutelsat 115 West A
Eutelsat 115 West A (vormals SATMEX 5) war ein kommerzieller Kommunikationssatellit des Satellitenbetreibers Eutelsat Americas.

## Technische Daten
Im August 1996 bestellte der mexikanische Satellitenbetreiber SATMEX bei Hughes Space and Communications einen neuen Kommunikationssatelliten für ihre Flotte. Dieser Satellit, SATMEX 5, wurde auf Basis des HS-601-Satellitenbusses gebaut und besaß jeweils 24 C-Band- und Ku-Band-Transponder. Er wurde durch zwei Solarmodule und Batterien mit Strom versorgt und besaß eine geplante Lebensdauer von 15 Jahren. Zur Lageregelung besaß er 4 Ionentriebwerke des Typs XIPS-13.

## Missionsverlauf
Eine Ariane-4-Trägerrakete brachte ihn am 6. Dezember 1998 vom Raumfahrtzentrum Guayana in einen geostationären Transferorbit. Von dort aus erreichte er seine geosynchrone Umlaufbahn durch Zünden seines Bordmotors, wo er bei 114,8° West stationiert wurde. Er konnte in fast ganz Nord- und Südamerika empfangen werden.
Am 27. Januar 2010 fiel sein Lageregelungssystem aus. Dies wirkte sich jedoch nicht auf seine Lebensdauer aus.
Die Eutelsat S. A. übernahm 2014 SATMEX und gründete das Tochterunternehmen Eutelsat Americas. Der Satellit wurde nach seiner Position in Eutelsat 115 West A umbenannt.
Im Jahr 2016 wurde das Raumfahrzeug außer Betrieb genommen und in einen Friedhofsorbit manövriert.